# 維爾紐斯車站
維爾紐斯車站是位於立陶宛首都維爾紐斯的一座鐵路車站，車站修建於1861年。車站修建時正值聖彼得堡和華沙之間的鐵路修建時期。現在維爾紐斯車站有開往鄰近各國的列車。維爾紐斯車站和維爾紐斯汽車站相鄰。此外維爾紐斯車站也有開往立陶宛各地的列車。

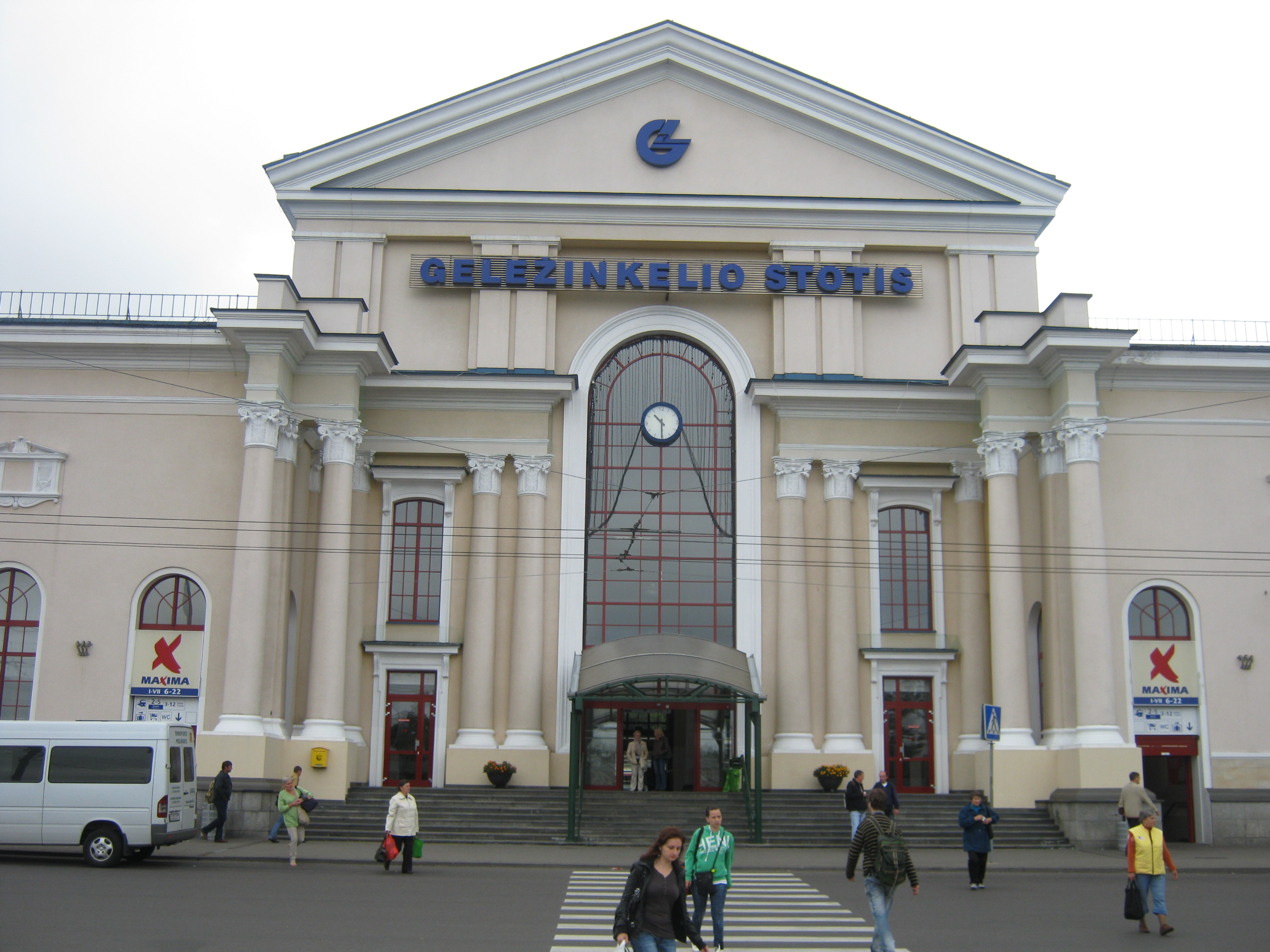
維爾紐斯車站